# Alamo (Teksas)
Alamo – miasto w Stanach Zjednoczonych, w stanie Teksas, w hrabstwie Hidalgo, w dolinie rzeki Rio Grande.

## Demografia
Według przeprowadzonego przez United States Census Bureau spisu powszechnego w 2010 miasto liczyło 18 353 mieszkańców, co oznacza wzrost o 24,3% w porównaniu do roku 2000. Natomiast skład etniczny w mieście wyglądał następująco: Biali 87,0%, Afroamerykanie 0,5%, Azjaci 0,1%, pozostali 12,4%. Kobiety stanowiły 51,9% populacji.